# بوياقلي (جرغلان)
بوياقلي (بالفارسية: بویاقلی) هي قرية تقع في إيران في قسم جرغلان الريفي. يقدر عدد سكانها بـ 509 نسمة بحسب إحصاء 2016.